# 隆禅寺
隆禅寺（りゅうぜんじ）は、徳島県阿南市宝田町にある高野山真言宗の寺院。本尊は阿弥陀如来。山号は金栗山。四国三十三観音霊場7番札所。阿波秩父観音霊場16番札所。

## 歴史
天智天皇の勅願により、673年（白鳳2年）に創建。
白河上皇が霊夢を感じ、京都の東寺の名僧であった長範僧上に命じて、廃絶していた隆禅寺を再興させ、後の後鳥羽上皇の時代に源頼朝が先帝勅願の名跡を再興しようと尽力したと伝わる。
1885年（明治18年）、火災により伽藍のほとんどを焼失。
「にらみ地蔵」人を殺した武士が発心し隆禅寺の住職になった。年月が経ち昔に殺した人が敵討ちにやってきた。住職は出家したために刀がなかったので首をはねてくれというと武士は無抵抗の者は殺せないと言った。押し問答の末、住職が毎日にらみくらべをしようと提案し、本堂に出てにらみくらべをするようになった。やがて、住職は精気が尽きて倒れ武士は目的を達成して帰っていったそののちに住職を供養するために粗末な石地蔵を建てた。人々はそれを「にらみ地蔵」と呼び、山門のわきにわびしくたっている。

## 交通
- JR牟岐線「阿南駅」より徒歩で約30分。